# Phalange socialiste bolivienne
 (mars 2021).
La mise en forme du texte ne suit pas les recommandations de Wikipédia : il faut le « wikifier ».
Les points d'amélioration suivants sont les cas les plus fréquents. Le détail des points à revoir est peut-être précisé sur la page de discussion.
- Les titres sont pré-formatés par le logiciel. Ils ne sont ni en capitales, ni en gras.
- Le texte ne doit pas être écrit en capitales (les noms de famille non plus), ni en gras, ni en italique, ni en « petit »…
- Le gras n'est utilisé que pour surligner le titre de l'article dans l'introduction, une seule fois.
- L'italique est rarement utilisé : mots en langue étrangère, titres d'œuvres, noms de bateaux, etc.
- Les citations ne sont pas en italique mais en corps de texte normal. Elles sont entourées par des guillemets français : « et ».
- Les listes à puces sont à éviter, des paragraphes rédigés étant largement préférés. Les tableaux sont à réserver à la présentation de données structurées (résultats, etc.).
- Les appels de note de bas de page (petits chiffres en exposant, introduits par l'outil «  Source ») sont à placer entre la fin de phrase et le point final[comme ça].
- Les liens internes (vers d'autres articles de Wikipédia) sont à choisir avec parcimonie. Créez des liens vers des articles approfondissant le sujet. Les termes génériques sans rapport avec le sujet sont à éviter, ainsi que les répétitions de liens vers un même terme.
- Les liens externes sont à placer uniquement dans une section « Liens externes », à la fin de l'article. Ces liens sont à choisir avec parcimonie suivant les règles définies. Si un lien sert de source à l'article, son insertion dans le texte est à faire par les notes de bas de page.
- La présentation des références doit suivre les conventions bibliographiques. Il est recommandé d'utiliser les modèles {{Ouvrage}}, {{Chapitre}}, {{Article}}, {{Lien web}} et/ou {{Bibliographie}}. Le mode d'édition visuel peut mettre en forme automatiquement les références.
- Insérer une infobox (cadre d'informations à droite) n'est pas obligatoire pour parachever la mise en page.

Pour une aide détaillée, merci de consulter Aide:Wikification.
Si vous pensez que ces points ont été résolus, vous pouvez retirer ce bandeau et améliorer la mise en forme d'un autre article.
 (octobre 2022).
La Phalange socialiste bolivienne (en espagnol : Falange Socialista Boliviana ; FSB) est un ancien parti politique bolivien nationaliste fondé en 1937 et dont les activités ont grandement diminué depuis 2003. Sa composition est complexe, mais ses membres demeurent liés par un nationalisme bolivien marqué et une opposition aux courants politiques étrangers, tels que le capitalisme, le marxisme et le fascisme.
Depuis sa fondation, elle s'est opposée au pouvoir minier et s'est plus tard imposée en tant qu'opposante au gouvernement en place après la Révolution de 1952. Elle définit sa position comme étant « nationaliste, révolutionnaire et socialiste ». Elle prône l'instauration d'un « Nouvel État bolivien » où les intérêts de chacun, des groupes et des classes devraient être mis de côté pour faire place à l'intérêt suprême de la nation bolivienne ».
La FSB n'a jamais constitué le gouvernement en Bolivie, considérant son refus répété de faire des alliances avec d'autres partis aux idéologies différentes à l'approche des élections, pratique qui est très répandue dans le pays. Elle n'est affiliée en outre à aucune organisation internationale. 

## Histoire

### Assises

La Phalange socialiste bolivienne utilise aussi comme symbole un drapeau bleu.

Le parti est fondé le 15 août 1937 par Óscar Únzaga de la Vega et quatre autres universitaires —Guillermo Koening, Hugo Arias, Federico Mendoza et Germán Aguilar — à Santiago du Chili. Au moment de sa fondation, ils ont défini son nom comme suit : « Phalange pour être une force organisée de lutte et de travail : expression issue des phalanges macédoniennes, base unitaire des armées helléniques ; socialiste parce qu'elle doit établir l'empire de la justice sociale dans la vie nationale ; et bolivienne parce qu'elle est inspirée par une profonde ferveur patriotique et nationaliste pour la solution de nos problèmes ». 
Dès ses débuts, le parti édicte son programme de principes en dix-sept points, qui prévoit entre autres la thèse d'un Nouvel État bolivien basé sur le fait de constituer une nation où les intérêts individuels, de groupes et de classes sont subordonnés à l'intérêt suprême de la « bolivianité ». 
La Phalange socialiste bolivienne s'oppose au capitalisme en tant que « système d'usure », au marxisme pour être matérialiste et « dissolvant par sa lutte de classes » et au fascisme, le considérant comme « la négation du nationalisme » en raison de son caractère étranger et expansionniste.

### Premières actions politiques
Dès ses débuts, la FSB se montre critique à l'endroit des partis traditionnels en place, ce qui lui attire des mesures répressives de la part des autorités gouvernementales. 
La FSB participe pour la première fois à des élections en 1947, en présentant le général Bernardino Bilbao Rioja à la présidence et le Dr. Alfredo Flores Belloni à la vice-présidence. Unzaga est aussi député en 1947 et se montre critique à l'égard de la politique des régimes alliés des barons de l'étain Simón Patiño, Carlos Aramayo et Moritz Hochschild.

### Lutte de la libération nationale (1952-1964)

Óscar Únzaga de la Vega, au premier plan, assermenté comme député en 1947.

L'arrivée au pouvoir du Mouvement nationaliste révolutionnaire (MNR) par un coup d'État révolutionnaire le 9 avril 1952 entraîne la Bolivie, et conséquemment la FSB, dans une nouvelle ère. La Phalange demeure cependant critique du nouveau régime durant leurs douze années au pouvoir, ce à quoi le gouvernement répond par des mesures répressives.
La FSB déclare le début de la lutte de la libération nationale, en raison de la violation des droits de la personne et des garanties constitutionnelles que le nouveau régime exerce par des mesures de persécution politique; tels que des emprisonnements injustifiés, de la torture, des assassinats et des exils contre les phalangistes, les membres de l'armée et d'autres personnes non affiliées au parti au pouvoir,. La FSB s'est placée en opposante de la force gauchiste gouvernementale qui, selon elle, ne cessait d'augmenter son rapport de dépendance économique à l'égard des États-Unis. Elle déplorait la réforme agraire entreprise par le MNR qui avait transformé les paysans boliviens en propriétaires terriens dans un état de misère et la nationalisation des mines comme un accord qui avait été préalablement conclu par le parti avec les anciens barons de l'étain qui avait apporté des résultats déficitaires.

#### Les chemises blanches
Avec comme prétexte la répression continue du gouvernement contre les rassemblements de la Phalange, celle-ci met sur pied en mai 1956 une force de protection et de défense connue sous le nom de chemises blanches. Le jour de la fondation des Chemises blanches constitue également le jour du premier affrontement contre les miliciens du gouvernement.

#### Soulèvements dans Santa Cruz
En 1956-1957, divers groupes du département de Santa Cruz réclament des redevances pétrolières plus importantes au gouvernement central du MNR pour les réserves qui y sont exploitées dans le département. Le Comité civique pro-Santa Cruz y mène des actions et des manifestations de plus en plus violentes. Únzaga de la Vega croit alors que si la FSB serait au gouvernement, elle pourrait verser les redevances réclamées et ainsi rétablir l'unité nationale, les phalangistes apporteraient donc leur soutien aux forces du Comité civique.
L'un des dirigeants de la FSB et futur ministre sous le dictateur Banzer, Carlos Valverde Barbery, fonde d'ailleurs en 1957, l'Unión Juvenil Cruceñista, une organisation paramilitaire d'extrême droite et oligarchique devant servir à « défendre les intérêts de Santa Cruz ». 
Les tensions ne diminuant pas, occasionnant même des morts, le président Hernán Siles Zuazo décrète l'état de siège et interdit toute manifestation publique. Le gouvernement accepte finalement les demandes crucéniennes, mais la situation dégénère à nouveau lors de la mort d'un étudiant qui entraîne de nouveaux affrontements sanglants entre les milices gouvernementales et les phalangistes. Les milices s'étaient finalement retirées, mais la tension demeurait latente. Les actions répressives du gouvernement à l'endroit de certaines populations d'une région soupçonnée d'être séparatiste ont continué de manière ponctuelle durant les années suivantes.     

#### Chute du MNR
Le 4 novembre 1964, des guérilleros phalangistes participent au coup d'État orchestré par les généraux René Barrientos Ortuño, alors vice-président de la République, et Alfredo Ovando Candía contre le gouvernement du MNR dont ils faisaient partie, ce renversant le président Víctor Paz Estenssoro.

### Émergence de mouvances (1964-1985)
La FSB ne fait pas partie des premières dictatures militaires qui gouvernent la Bolivie après 1964, auxquelles elle continue de constituer une force critique majeure à leur endroit. après la mort du fondateur du parti, Oscar Únzaga de la Vega, la direction du parti continue sous Mario Gutiérrez Gutiérrez. Celui-ci ne tient toutefois pas nécessairement le principe de son prédécesseur de ne pas transiger ou s'allier avec d'autres associations politiques. Il conclut même un pacte avec Walter Guevara Arze, ministre du Gouvernement au sein du MNR. 
Un secteur de gauche issu de la FSB fonde en 1969, le Parti socialiste, avec plusieurs autres personnes provenant des milieux de la gauche bolivienne. Ce parti se divise à la fin des années 1970 en plusieurs branches, dont l'une est menée par Marcelo Quiroga Santa Cruz, un député indépendant invité à se présenter sur la liste de la Phalange quelques années plus tôt et qui avait été ministre sous Alfredo Ovando Candía, chargé de la nationalisation du pétrolier américain Gulf Oil. Il est finalement assassiné par des paramilitaires lors du coup d'État mené par le général Luis García Meza, le 17 juillet 1980.

#### La participation dans le gouvernement de Banzer Suárez
Ensuite, du 19 au 21 août 1971, les phalangistes participent à la perpétration d'un coup d'État contre le gouvernement dictatorial de gauche du général Juan José Torres. Bien qu'ils y contribuent largement, une entente conclue en catimini par le chef Mario Gutiérrez Gutiérrez réduit considérablement le rôle que jouerait la FSB dans le nouveau gouvernement de facto. En effet, une alliance serait plutôt créée avec le général Hugo Banzer Suárez et le MNR (opposant passé de la FSB) qui pouvait rentrer au pays, malgré sa non-participation au coup d'État. Cette entente de Gutiérrez a fait en sorte de porter au pouvoir le colonel qui était sous-commandant des troupes armées dirigées par le gouvernement du MNR alors que celles-ci avaient combattu la guérilla phalangiste en 1964.
Plusieurs membres de la FSB ont vu cet épisode comme un vol de leur victoire contre le pouvoir en place. Le rôle du parti est par la suite demeuré limité dans le gouvernement du général Banzer, vu comme un produit de la cellule militaire du MNR des années 1950. Cette situation suscite des désaccords importants au sein de la Phalange qui se traduisent plus tard en des divisions internes et une diminution de la reconnaissance de la qualité de chef à Gutiérrez.
À la tête de la nouvelle alliance, nommée le Front populaire nationaliste, le général Banzer nomme quatre ministres de la Phalange au sein de son gouvernement, soit Mario Gutiérrez comme ministre des Affaires étrangères, Ambrosio García aux Transports, Augusto Mendizábal à l'Éducation et Carlos Valverde à la Prévision sociale et à la Santé. Ce dernier se rebelle et tente d'ailleurs un coup d'État contre Banzer en août 1973.  
Malgré tout, un désaccord important subsistait entre les dirigeants et les militants phalangistes quant à l'alliance avec Banzer et le MNR. C'est finalement en 1974 que la FSB et le MNR finissent par quitter le gouvernement. Ce pacte, considéré par plusieurs phalangistes comme une aberration politique a porté un dur coup à la crédibilité du mouvement, ce accélérant son déclin. 

#### La résistance contre la dictature de García Meza
Après la mort du chef Mario Gutiérrez, la FSB continue sa lutte contre le pouvoir en place, cette fois contre la narco-dictature du général Luis García Meza Tejada. Entre 1980 et 1981, la Phalange et ses groupes de jeunesse mènent des actions clandestinement comme l'émission de documents critiquant le régime ou la prise de possession d'un champ pétrolifère nord-américain du département de Santa Cruz.

#### Divisions
Plus tard, des mésententes ont éclaté au sein de la FSB, entraînant une division en trois ailes politiques, l'une de gauche, l'une de droite et l'une nationaliste.
La section de droite, enclin au néolibéralisme est reconnu comme parti officiel par la Cour nationale électorale entre 1987 et juillet 2003, moment où elle ne comptait plus assez de membres pour constituer un parti selon les règles électorales.
La section de gauche est née d'une rupture avec le secteur de droite. En 1987, le parti change de nom pour devenir le Movimiento al Socialismo Unzaguista (MAS-U). Le terme Unzaguista est plus tard supprimé et devient simplement le Movimiento al Socialismo (MAS), parti qui devient plus tard sous la direction d'Evo Morales Ayma, président de la Bolivie de 2006 à 2019.

### Assemblée constituante et référendum (après 1985)
Pour sa part, la section nationaliste originale de la FSB demeurait fidèle à ses aspirations originelles et ne transigeait peu ou pas avec les autres organisations politiques. Dans la même lignée anti-impérialiste, la Phalange critique les gouvernements néolibéraux qui se sont succédé sans interruption de 1985 à 2006, soit après même la disparition du parti. Au tournant des années 1990, la FSB suggère la mise sur pied d'une assemblée constituante et l'instauration d'un nouvel État bolivien. Cette constituante, devait être composée des représentants des forces sociales et institutionnelles du pays et viser à générer des transformations politiques, économiques et sociales dans le pays, et ce, en conjonction avec la réforme de la constitution politique de l'État. En 2000, les militants et dirigeants phalangistes insistent de nouveau sur leur proposition, ajoutant la nécessité de convoquer le peuple à un référendum national, dans le cadre des réformes constitutionnelles.
Ces idées sont rejetées par les gouvernements qui détenaient le pouvoir successivement à l'époque (ADN, MIR et MNR), mais sont prises en compte quelques années plus tard, en 2006, lors de la formation d'une assemblée constituante. La proposition d'un Nouvel État bolivien est même reprise par plusieurs intervenants de la société civile et membres de la classe politique d'horizons et d'idéologies différents.
Néanmoins, entre 2001 et 2007, des phalangistes continuent à s'exprimer sur les questions de réforme de l'État national, notamment par des médias journalistiques. Les critiques concernaient l'appropriation des instruments de consultation populaire par des agents politiques nationaux qui en résulte une désintégration du pays avec la préparation par la néo-oligarchie d'autonomies régionales en vue de livrer des portions du territoire bolivien et de ses ressources naturelles aux intérêts des puissances étrangères. Que l'assemblée constituante mise sur pied en 2007, est devenue le champ de bataille entre la gauche et la droite, entre le parti au pouvoir et l'opposition; ainsi que le risque de destruction nationale par la mise en œuvre de régionalismes dans la nouvelle constitution promulguée en 2009, par le gouvernement d'Evo Morales, qui, en déclarant la Bolivie comme un « État plurinational », a approfondi l'atomisation du pays.
Malgré le fait qu'elle n'ait jamais été seule au pouvoir, certaines idées de la Phalange socialiste bolivienne ont été reprises au fil du temps par différents groupes politiques, même adversaires (bien que souvent de manière déformée). Par exemple, le Nouvel État bolivien, le non-alignement international exprimé par son anticapitalisme, anticommunisme et antifascisme, le socialisme bolivien, la réforme agraire, la nationalisation des principaux moyens de production, la rédemption de l'Indien ou encore la mise sur pied d'une assemblée constituante et d'un référendum ont pu trouver des échos autant à la gauche qu'à la droite de l'échiquier politique bolivien. Ainsi, les postulats idéologiques de la FSB ont influencé la politique bolivienne et le parti est demeuré un marqueur fort du nationalisme historique au pays.

## Idéologie
La FSB est née comme une force politique nationaliste, opposée à la dépendance étrangère. Son idéologie a ses assises sur deux bases fondamentales, soit le nationalisme et la thèse du Nouvel État bolivien qui ensemble permettent de parvenir, selon les phalangistes, au nationalisme bolivien ou « bolivianisme ». L'idéologie originelle de la FSB n'était pas issue des courants politiques étrangers, mais constituait une pensée bolivienne, issue de sa propre identité nationale. Le nouvel État à créer devait donc tenir compte de cette identité qui lui est propre. En raison de son socialisme, il prônait la justice sociale, qui devrait être réalisée par la solidarité des classes sociales et l'harmonisation du facteur productif avec le facteur social ; en opposition à la lutte des classes marxiste et aux ploutocraties libérales. 
La Phalange est le premier parti politique bolivien à préconiser la réalisation d'une réforme agraire et une rédemption des peuples indigènes, à une époque où ces populations sont, en Bolivie, en état d'exploitation par les propriétaires terriens. Le parti considérait l'Indien comme « la racine de la nationalité bolivienne »,.
L'un des postulats majeurs de la FSB est l'établissement d'un nouvel ordre économique qui s'atteint notamment par la nationalisation de tous les moyens stratégiques de production. « Une économie socialiste qui évite la lutte des classes », selon les mots d'Óscar Únzaga, dans son message du 6 août 1941. Parallèlement, il devait être promu l'investissement privé dans d'autres domaines nécessaires et encourager le capital industriel et la création d'entreprises mixtes.

### Positions internationales
Dans ses principes fondateurs, la Phalange socialiste bolivienne rejetait toute forme d'impérialisme, qu'il soit capitaliste, communiste ou fasciste. Elle proposait la formation d'un bloc de pays latino-américains qui permettrait de former un bloc contre toute forme de domination mondiale et qui favoriserait un développement continental sans conditions extérieures.
Óscar Únzaga de la Vega considérait que la Seconde Guerre mondiale était une « guerre des impérialismes ». Par conséquent, les autres peuples du monde ne pouvaient pas choisir le fascisme nazi, le communisme ou le capitalisme. Il a qualifié le fascisme nazi de déni du nationalisme et a déclaré publiquement son rejet des puissances de l'Axe et des Alliés avec ces mots : « mais un autre troisième sommet de troubles sociaux surgit dans le monde; ceux qui veulent la justice sans se prosterner devant Moscou, Berlin ou New York ».
D'autre part, il a également précisé que le nom de la Phalange ne correspondait à aucune identification avec la Phalange espagnole de José Antonio Primo de Rivera. Bien que la Phalange socialiste bolivienne était d'essence nationaliste, le phalangisme et le franquisme espagnols répondaient à une inclination fasciste. En pratique, des ressemblances entre les deux mouvements sont malgré tout observées.
Il est à noter qu'à cette époque plusieurs partis à divers endroits dans le monde utilisaient également le nom de Phalange, sans aucun lien idéologique entre eux. C'est le cas de la Phalange nationale, au Chili, d'obédience démocrate-chrétienne, qui deviendra justement plus tard le Parti démocrate-chrétien du Chili.
Postérieurement, à l'époque des années 1980, avec la chute de l'empire soviétique et le climat de bipolarité mondiale, la position de la FSB demeure teintée d'antagonisme à la mondialisation et aux États-Unis et soutient la défense de la souveraineté nationale, devant l'ingérence des sociétés transnationales et l'intromission de certains pays dans les affaires internes.

## Résultats électoraux
Le tableau suivant présente les résultats électoraux obtenus par la FSB au fil des années. 
| An                                                          | Votes   | %    | Sièges              | Sièges |
| An                                                          | Votes   | %    | Chambre des députés | Sénat  |
| ----------------------------------------------------------- | ------- | ---- | ------------------- | ------ |
| 1956                                                        | 130 494 | 14,0 | 7 / 68              | 0 / 18 |
| 1958                                                        | 53 264  | 12,2 | 3 / 68              | 0 / 18 |
| 1960                                                        | 78 963  | 8,2  | 3 / 68              | 0 / 18 |
| 1962                                                        | 74 178  | 7,0  | 4 / 72              | 0 / 27 |
| 1964                                                        | 613     | 0,1  | 3 / 73              | 0 / 27 |
| 1966 ¹                                                      | 138 054 | 13,6 | 19 / 102            | 8 / 27 |
| 1979 ²                                                      | 60 262  | 4,1  | 5 / 117             | 0 / 27 |
| 1980                                                        | 21 372  | 1,6  | 3 / 130             | 0 / 27 |
| 1985                                                        | 19 985  | 1,3  | 3 / 130             | 0 / 27 |
| 1989                                                        | 10 608  | 0,7  | 0 / 130             | 0 / 27 |
| 1993                                                        | 20 947  | 1,2  | 0 / 130             | 0 / 27 |
| Notes: 1 Coalition avec ADR et ANPD. 2 Coalition avec MARC. |         |      |                     |        |